# Museo Nizami della letteratura azera
Il Museo Nizami della letteratura azera (in azero Nizami Gəncəvi adına Milli Azərbaycan Ədəbiyyatı muzeyi), intitolato a Nizami Ganjavi, fu fondato a Baku nel 1939. Si trova nel centro della capitale dell'Azerbaigian, vicino alla piazza della fontana e all'ingresso di İçəri Şəhər (Città Vecchia). Ad oggi, questo museo è uno dei più grandi e ricchi tesori della cultura spirituale dell'Azerbaigian.

## Storia del museo
L'edificio in cui si trova il museo è stato costruito negli anni '60 dell'Ottocento come un caravanserraglio a due piani. L'architetto era Kasym-bek Hajibababekov. Nel 1915, l'edificio fu trasferito all'hotel "Metropol" e fu completato il secondo piano. Poi, nel 1918-1920, i dipendenti del Gabinetto dei ministri della Repubblica democratica dell'Azerbaigian iniziarono a vivere e a lavorare al suo interno, e negli anni '20 e '30 venne adibito a sede del Collegio Sindacale dell'Azerbaigian.
Per ordine del Consiglio dei commissari del popolo della Repubblica Socialista Sovietica Azera, dal 1º novembre 1939, sotto il n. 4972, in connessione con l'800º anniversario della nascita del poeta azero Nizami Ganjavi, il museo commemorativo intitolato a Nizami fu trasferito all'interno di questo edificio. Sotto il progetto degli architetti Sadikh Dadashev e Mikail Huseynov, sono state eseguite importanti riparazioni, oltre all'installazione di varie sculture sulla facciata e al completamento di altri due piani. Successivamente, il museo memoriale fu trasformato nel Museo della letteratura azera. L'interno del museo è stato decorato da Latif Kerimov.
Durante la seconda guerra mondiale, quando fu celebrato l'800º anniversario dello scrittore azero Nizami Ganjavi nell'assediata Leningrado, il lavoro per la collocazione delle esposizioni nel museo continuò. Nonostante il fatto che il museo fosse stato aperto nel 1939, la struttura aprì le porte ai visitatori solo dopo la vittoria nella Grande Guerra Patriottica, il 14 maggio 1945. Per due volte, nel 1959 e nel 1967, il museo fu completamente restaurato e ampliato. Negli anni 2001-2003 il museo subì di nuovo una serie di nuove modifiche.

## Edificio
L'area totale del museo è di circa 2500 m², di cui 1409 metri quadrati sono assegnati per l'esposizione, sotto i fondi di 173 m². In 30 sale principali e 10 sale ausiliarie del museo ci sono più di 3.000 manoscritti, libri rari, illustrazioni, ritratti, sculture, miniature, memorie di scrittori e altre esposizioni. Una parte dell'edificio è riservata alla libreria (attualmente operativa).
Sulla facciata dell'edificio, lungo l'asse degli archi, ci sono statue di poeti e scrittori famosi dell'Azerbaigian in questo ordine: Muhammad Fuzûlî (scultore F. Abdurrahmanov), Molla Panah Vagif (scultore D. Karyagdy), Mirzə Fətəli Axundov (scultore P. Sabsai), Khurshidbanu Natavan (scultore E. Tripolskaya), Jalil Mammadguluzadeh (scultore N. Zakharov) e Cəfər Cabbarlı (scultore S. Klyatsky).